# Petalocephala punctatissima
Petalocephala punctatissima är en insektsart som beskrevs av Carl Stål 1870. Petalocephala punctatissima ingår i släktet Petalocephala och familjen dvärgstritar. Inga underarter finns listade i Catalogue of Life.